# Biblioteca Digital de Andalucía
La Biblioteca Digital de Andalucía (anteriormente conocida como Biblioteca Virtual de Andalucía) es una biblioteca digital creada en 2003 por la Junta de Andalucía. Se trata de un proyecto dirigido a recuperar aquellos documentos que tienen un interés especial para el conocimiento y la difusión del patrimonio bibliográfico y documental andaluz, así como para el conocimiento y difusión de la cultura andaluza en general. Los documentos recuperados en el marco del proyecto son accesibles al público a través de Internet. La sede del proyecto es la Biblioteca de Andalucía en Granada.

## Creación y marco jurídico
La Biblioteca Virtual de Andalucía se crea mediante el Decreto 72/2003, de 18 de marzo, de Medidas de Impulso de la Sociedad del Conocimiento en Andalucía. En el propio decreto se define la biblioteca como un «conjunto de colecciones de documentos digitalizados del patrimonio bibliográfico andaluz accesibles a través de Internet».
Posteriormente la Ley 16/2003, de 22 de diciembre, del Sistema Andaluz de Bibliotecas establece como función propia de la Biblioteca de Andalucía «la recogida, conservación y difusión del conocimiento de toda la producción impresa, audiovisual y multimedia de Andalucía, en soporte tradicional o electrónico», con lo que dicha institución queda encargada de liderar el proyecto de la BVA.

## Objetivos

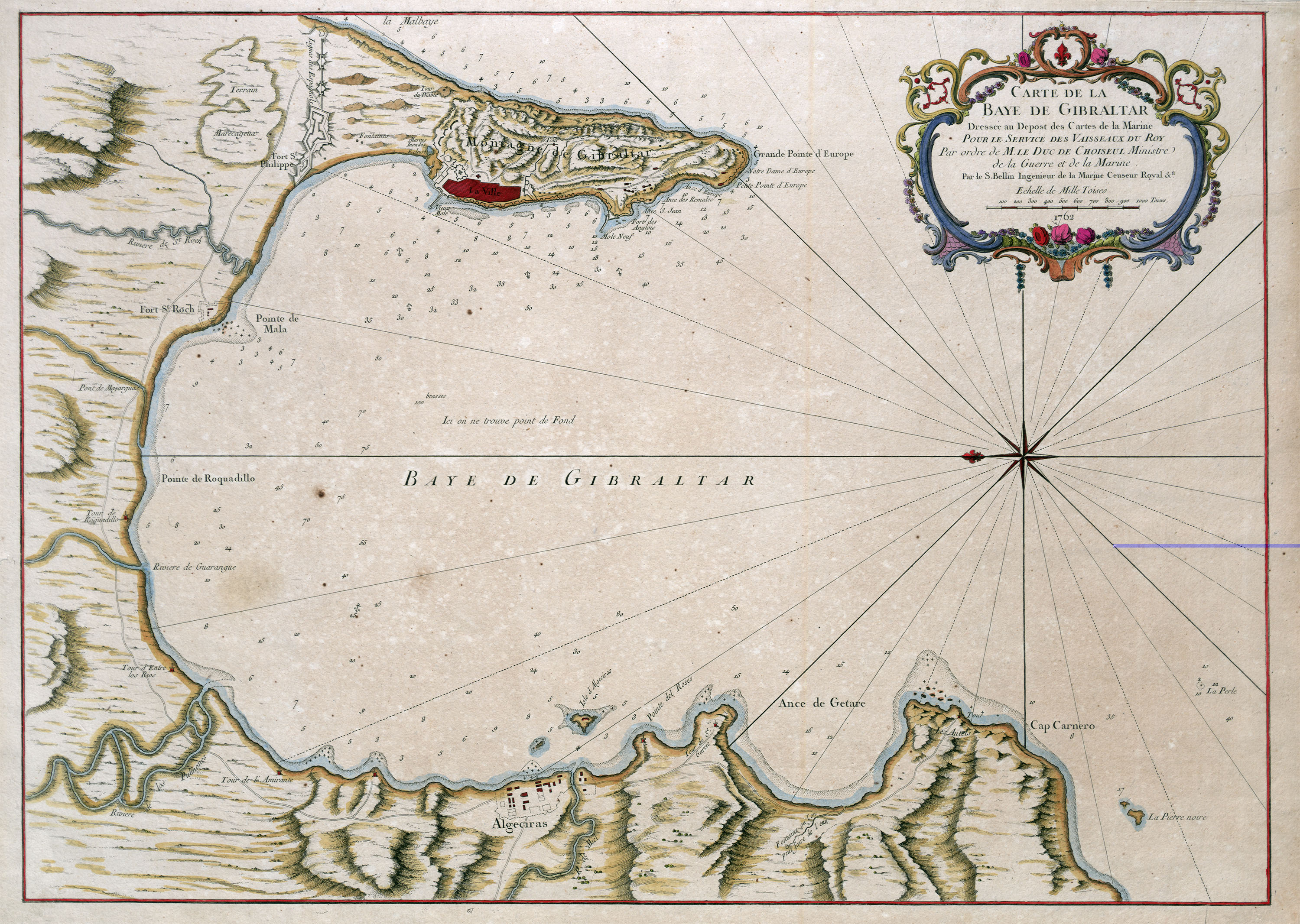
Carta náutica del

Los objetivos de la Biblioteca Virtual de Andalucía, según su propia web, son:
- Ser la puerta de acceso a todos aquellos documentos del patrimonio bibliográfico andaluz que tienen un interés y un valor especial y que gozan de una escasa difusión. Con este proyecto se pretende efectuar la reproducción digital de originales de difícil acceso y que se encuentran localizados en distintas instituciones culturales, dentro y fuera de Andalucía. Es, por tanto, un ambicioso proyecto de “edición electrónica” dirigido a recuperar una parte importantísima de nuestro patrimonio bibliográfico y hacerlo accesible directamente a través de Internet.
- Ser un vehículo de aprendizaje y formación destinado a conocer nuestro rico legado bibliográfico, a través de unos recursos didácticos y culturales de producción propia puestos a disposición de todos: ediciones literarias, documentales, reportajes, audiolibros, exposiciones virtuales, webs temáticas, etc.
- Servir de enlace a recursos de información electrónica, a otras colecciones digitales de interés general, así como dar acceso al patrimonio digital andaluz que ya nace en formato digital.

La Biblioteca Virtual de Andalucía se orienta especialmente a dar acceso a obras de dominio público, no sujetas a derechos de autor, y que sean consideradas andaluzas por un triple criterio:
1. Por ser obras de autor/a andaluz/a o vinculado/a con Andalucía
2. Por ser de tema o contenido relacionado con Andalucía
3. Por ser impresas o publicadas en Andalucía

## Fondos
La Biblioteca Virtual de Andalucía pretende recoger todos aquellos documentos que tienen un interés especial para el conocimiento y la difusión del patrimonio bibliográfico y documental andaluz, así como para el conocimiento y difusión de la cultura andaluza en general.
Con la premisa de dar acceso principal, aunque no únicamente, a documentos que no estén sujetos a derechos de autor, en ella tienen cabida todo tipo de materiales y soportes, incluyendo publicaciones impresas, imagen, audio, video y multimedia.
La Biblioteca Virtual de Andalucía incluye, no solo manuscritos, incunables y libros en general, sino una gran variedad de materiales y soportes.
- Incunables
- Manuscritos
- Libros
- Folletos
- Hojas sueltas
- Periódicos y revistas
- Documentos gráficos (grabados, fotografías, postales, carteles …)
- Mapas y planos
- Partituras y música grabada
- Audiolibros
- Entrevistas audiovisuales

Para dar acceso a sus contenidos, la BVA ofrece diferentes posibilidades de consulta. La consulta de los materiales puede hacerse por una doble vía: a través del catálogo (que ofrece diferentes posibilidades de búsqueda, desde una más simple y directa, hasta una opción de búsqueda avanzada que permite buscar dentro del contenido de los documentos digitalizados; y a través de la opción Descubre colecciones, donde se ofrecen diferentes accesos temáticos o puertas de entrada al contenido de nuestra biblioteca digital.
Alberga entre sus colecciones algunos legados o archivos personales de relevantes personalidades culturales andaluzas, entre los que cabe destacar a Francisco Villaespesa, Angel Ganivet, Rafael Guillén, Francisco Alonso, Pablo García Baena y Manuel Ferrer Muñoz (Padre Ferrer).

## Procedencia de las obras
Todos los documentos incluidos en la Biblioteca Virtual de Andalucía son recolectados por Hispana recolector digital del Ministerio de Cultura. Asimismo integran el fondo digital de Europeana Biblioteca Digital Europea a partir de marzo de 2009 y tienen presencia internacional en la base de datos Oaister OCLC.
La Biblioteca Virtual de Andalucía la hacen posible instituciones de la memoria tanto andaluzas como no andaluzas, que son las que conservan el fondo original que se digitaliza y se hace accesible en la web. Mediante una serie de convenios y de acuerdos de colaboración institucionales, la Biblioteca Virtual de Andalucía tiene acceso a las colecciones documentales custodiadas en bibliotecas, hemerotecas y otras instituciones patrimoniales, pudiendo realizar una reproducción fotográfica facsímil de aquellas obras que forman parte del patrimonio bibliográfico andaluz. 
La Biblioteca Virtual de Andalucía da noticia en su catálogo y en sus diferentes secciones de los datos de la entidad a la que pertenece cada ejemplar reproducido. 
De igual modo, son numerosas las personas que colaboran con alguna de las secciones o apartados temáticos de la Biblioteca Virtual. Estos comprenden especialistas en una temática o autor concreto y pueden ser profesionales, investigadores, docentes, académicos, etc.